# وادي حجلان
وادي حجلان أحد وديان العراق، يقع في قضاء حديثة غرب محافظة الأنبار غرب العراق.

## نبذة
مصدر مياه هذا الوادي من عيون طبيعية تنبع من الأرض وسميت بعيون حجلان وتمتاز هذه العيون كونها كبريتية تعالج العديد من الأمراض الجلدية. كما تعتبر عيون الوادي من أشهر عيون المياه الطبيعية في الأنبار والعراق عمومًا، وتساعد مياهها الكبريتية المصابين بالأمراض الجلدية على الشفاء، فضلًا عن كونها مكان استجمام يقصده كثير من الناس.
تشكلت هذه العيون في الوادي منذ آلاف السنين طبيعيًا بين الصخور الجبلية، ومع تطور العلم الحديث اكتشفت أهميتها العلاجية والسياحية.